# Wu Lei
Wu Lei (en xinès: 武磊; n. Nanjing, 19 de novembre de 1991) és un futbolista xinès que juga en la demarcació d'extrem dret pel Shanghai Port de la lliga xinesa, i per la selecció xinesa
Anteriorment havia jugat pel RCD Espanyol de la primera divisió espanyola.

## Internacional
Wu va ser convocat per la selecció de futbol sub-20 de la Xina el 2009 arribant a marcar nou gols en cinc partits durant l'eliminatòria al Campionat sub-19 de l'AFC 2010. La seva actuació va fer que el seleccionador Gao Hongbo el convoqués per a disputar el Campionat de Futbol de l'Est d'Àsia 2010, fent el seu debut el 14 de febrer de 2010 en un partit que va finalitzar amb victòria per 2 a 0 contra Hong Kong.

## Palmarès
Tornejos nacionals
- Superlliga de la Xina (3): 2018, 2023, 2024
- Xina League One (1): 2012
- Xina League Two (1): 2007

Tornejos internacionals
- Campionat de Futbol de l'Est d'Àsia (1): 2010

Distincions individuals
- Bota d'or de la Superlliga de la Xina (4): 2013, 2014, 2015, 2016
- Equip de l'any de la Superlliga de la Xina (3): 2014, 2015, 2016